# David Lespiau
Pour le résistant et homme politique français, voir Jean Lespiau.
David Lespiau, né le 1er juin 1969  à Bayonne, est un écrivain français.

## Biographie
David Lespiau est l’auteur d’une trentaine de livres (poésie et récits) publiés à partir de 2002 aux éditions Contrat maint, Le Bleu du ciel, Farrago/Léo Scheer, Spectres familiers, L’Attente, Les Petits matins, Amastra-N-Gallar, Little Single, D-fiction, Argol, Lnk, Head, Contre-mur, Héros-Limite, P.O.L. Certains de ses titres chez un même éditeur poursuivent une forme, un motif, réalisent une série ; mais la plupart de ses livres sont des entités singulières, dont l’ensemble dessine un champ d’expérimentation très vaste.
David Lespiau a codirigé la revue Issue (2002-2005), revue de création et de passage entre poésie française et poésie américaine. Il a également écrit de nombreuses chroniques, entre 2001 et 2018, notamment pour la revue CCP - cahier critique de poésie.Il a établi l’édition du Cours de Pise, d’Emmanuel Hocquard, publié chez P.O.L en 2018, et poursuit aujourd'hui plusieurs projets entre formes poétiques, formes narratives, et essai.

## Œuvres
- Opération Lindbergh, Marseille, France, Éditions Contrat maint, 2002, 8 p.  (ISBN 2-914906-03-X)
- L’Épreuve du Prussien, Coutras, France, Éditions Le Bleu du ciel, 2003, 51 p.  (ISBN 2-915232-01-6)
- La Poursuite de Tom, récit, Tours/Paris, France, Éditions Farrago/Léo Scheer, 2003, 107 p.  (ISBN 2-84490-125-5)
- La Mort dans l’eau l’âme download (85 polaroïds de plage), Marseille, France, Éditions Spectres familiers, 2003, 131 p.  (ISBN 2-909857-12-3)
- Spirit II, Marseille, France, Éditions Contrat maint, 2004, 8 p.  (ISBN 2-914906-15-3)
- Autocuiseur, Bordeaux, France, Éditions de L’Attente, 2004, H.C.
- La poule est un oiseau autodidacte, Bordeaux, France, Éditions de L’Attente, 2005, 57 p.  (ISBN 2-914688-36-9)
- De l’électricité comme moteur, Bordeaux, France, Éditions de L’Attente, 2006, 41 p.  (ISBN 2-914688-42-3)
- Réduction de la révolution la nuit, Marseille, France, Éditions Contrat maint, 2005, 8 p.  (ISBN 2-914906-23-4)
- Quatre morcellements ou L’Affaire du volume restitué, Coutras, France, Éditions Le Bleu du ciel, 2006, 59 p.  (ISBN 2-915232-35-0)
- [or est un mot minuscule], Bordeaux, France, Éditions de L’Attente, H.C., 2006
- La Fille du département Fiction, Bordeaux, France, Éditions de L’Attente, 2007, 85 p.  (ISBN 978-2-914688-71-0)
- Djinn jaune, Bordeaux, France, Éditions de L’Attente, 2008, coll. « Spoom », 34 p.  (ISBN 978-2-914688-81-9)
- Scan de felo, Amastra-N-Gallar, 2008
- Supplément Celmins, Little Single, 2008
- Oh un lieu d’épuisement, Marseille, France, Éditions Contrat maint, 2009, 8 p.  (ISBN 978-2-914906-40-1)
- Ouija-Board, Héros-Limite (version américaine, trad. Cole Swensen ; version allemande, trad. Cosima Weiter; collages de Tom Raworth), Genève, Suisse, Éditions Héros-Limite, 2009, 96 p.  (ISBN 978-2-940358-15-1)
- Peliqueiros, prose, Amastra-N-Gallar, 2009
- Férié, postface d'Emmanuel Hocquard, Paris, Éditions Les Petits Matins, coll. « Les Grands Soirs », 2010, 84 p.  (ISBN 978-2-915879-58-2)
- Djinn John, Djinn jaune 2, Bordeaux, France, Éditions de L’Attente, 2011, 30 p.  (ISBN 978-2-36242-010-8)
- Aluminium, poème Rauschenberg, Paris, Éditions Argol, coll. « L'Estran », 2012, 115 p.  (ISBN 978-2-915978-76-6)
- Nocturne, Noisy-le-Sec, France, Éditions D-Fiction, 2012  (ISBN 978-2-36342-032-9)
- L’Intérieur du jour, postface d’Hervé Laurent, Haute école d’art et de design – Genève, 2012
- Notes de production, Marseille, France, Éditions Contre-mur, 2013, dépliant  (ISBN 978-2-9535407-8-9)
- Un conte (version galicienne : Emilio Araúxo), Amastra-n-gallar, 2013
- 70 je piqués de biais, Lnk, 2013
- 27 réponses, Lnk, 2013
- Nous avions, Paris, Éditions Argol, coll. « L'Estran », 2014, 125 p.  (ISBN 978-2-915978-94-0)[3]
- Notes pour rien, Toulouse, France, Éditions Contrat maint, 2014, 8 p.  (ISBN 978-2-914906-70-8)
- Poudre de la poudre, Coutras, France, Éditions Le Bleu du ciel, 2014, 52 p.  (ISBN 978-2-915232-94-3)[4]
- Récupération du sommeil, Genève, Suisse, Éditions Héros-Limite, 2016,  (ISBN 978-2-940517-42-8)[5]
- Équilibre libellule niveau, Paris, Éditions P.O.L, 2017 (ISBN 978-2-8180-4214-4)
- Journal critique, Poésie contemporaine 2001-2018, Éditions Héros-Limite, 2021 (ISBN 978-2-889550326)